# Kostas Davourlis Stadium
El Kostas Davourlis Stadium (en griego: Στάδιο Κώστας Δαβουρλής) es un estadio de fútbol ubicado en la ciudad de Patras en Grecia y que actualmente es la sede del Panachaiki FC.

## Historia
Fue inaugurado el 6 de junio de 1939 tras cuatro años de construcción con el nombre Estadio de Panachaiki, el cual cambiaron en 1992 como homenaje a Kostas Davourlis, futbolista que ese mismo año murió.
El estadio había tenido solo una gradería hasta su primera remodelación en 1974, luego fueron colocadas butacas plásticas en 1997 por la participación del club en la Copa Intertoto de la UEFA 1997; y tres años después tuvo más mejoras.
La capacidad del estadio ha cambiado en varias ocasiones por las diferentes mejoras recibidas, tenía para 22,000 espectadores después de la expansión en 1974. Luego por las modernizaciones su capacidad ha ido disminuyendo. El récord de asistencia actualmente está en 21.350  espectadores en un partido de fútbol entre Olympiacos Piraeus FC ante Panathinaikos FC en 1982.

## Selección nacional
Grecia ha jugado en una ocasión en el estadio, fue en 1976 en una derrota por 0-1 ante Israel en un partido amistoso.